# Weingartia cylindrica
Weingartia cylindrica ist eine Pflanzenart in der Gattung Weingartia aus der Familie der Kakteengewächse (Cactaceae). Das Artepitheton cylindrica stammt aus dem Lateinischen, bedeutet ‚zylindrisch‘ und verweist auf die Form der Triebe der Art.

## Beschreibung
Weingartia cylindrica wächst sprossend mit kurz zylindrischen dunkelgrünen Körpern. Diese erreichen bei Durchmessern von 4 bis 5 Zentimetern Wuchshöhen von bis zu 12 Zentimetern und besitzen mehrere, strangartige und verdickte Hauptwurzeln. Die etwa 16 Rippen sind kaum sichtbar, spiralförmig angeordnet und vollständig in Höcker gegliedert. Die darauf befindlichen kreisrunden Areolen sind weiß oder gelblich. Es sind bis zu vier Mitteldornen vorhanden. Sie sind weiß bis gelb mit einer dunkleren Spitze und bis zu 1,5 Zentimeter lang. Die 10 bis 12 Randdornen sind weiß oder hellgelblich braun, mit einer Länge von 5 bis 10 Millimetern.
Die gelben, selten etwas purpurmagentafarbenen oder weißen Blüten sind 3,5 bis 4 Zentimeter lang und besitzen ebensolche Durchmesser. Die Früchte sind orangebraun oder rötlich.

## Verbreitung, Systematik und Gefährdung
Weingartia cylindrica ist im bolivianischen Departamento Cochabamba in Höhenlagen von 2300 bis 2900 Metern verbreitet.
Die Erstbeschreibung als Sulcorebutia cylindrica durch John Donald Donald (1923–1996) und Alfred Bernhard Lau wurde 1974 veröffentlicht. Fred Hermann Brandt stellte die Art 1978 in die Gattung Weingartia. Weitere nomenklatorische Synonyme sind Rebutia cylindrica (Donald & A.B.Lau) Donald (1987), Weingartia mentosa subsp. cylindrica (Donald & A.B.Lau) Gertel & J.de Vries (2008) und Weingartia mentosa var. cylindrica (Donald & A.B.Lau) Gertel & J.de Vries (2008).
In der Roten Liste gefährdeter Arten der IUCN wird die Art als „Least Concern (LC)“, d. h. als nicht gefährdet geführt.

## Nachweise